# Tiberias

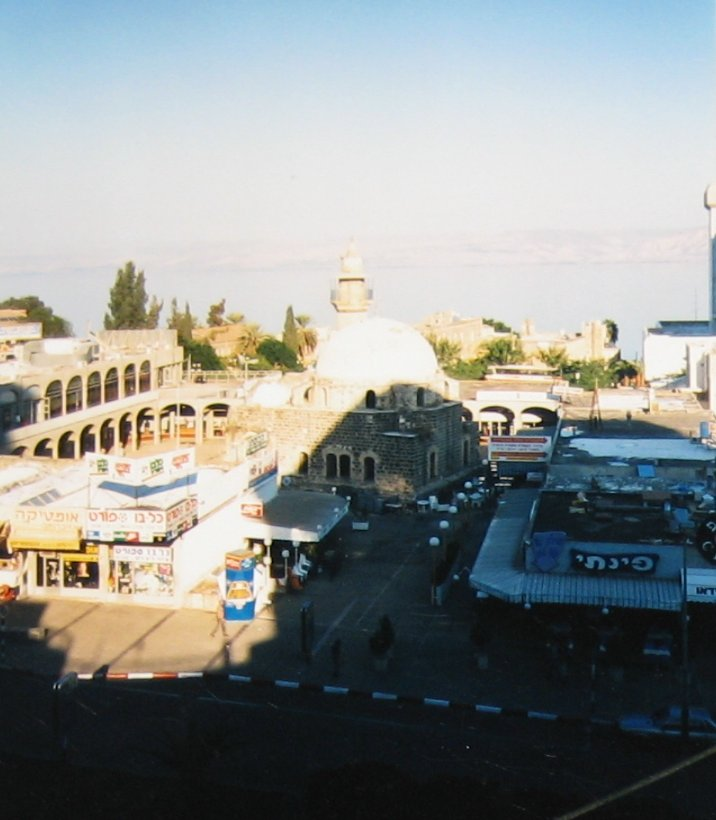
Tiberias

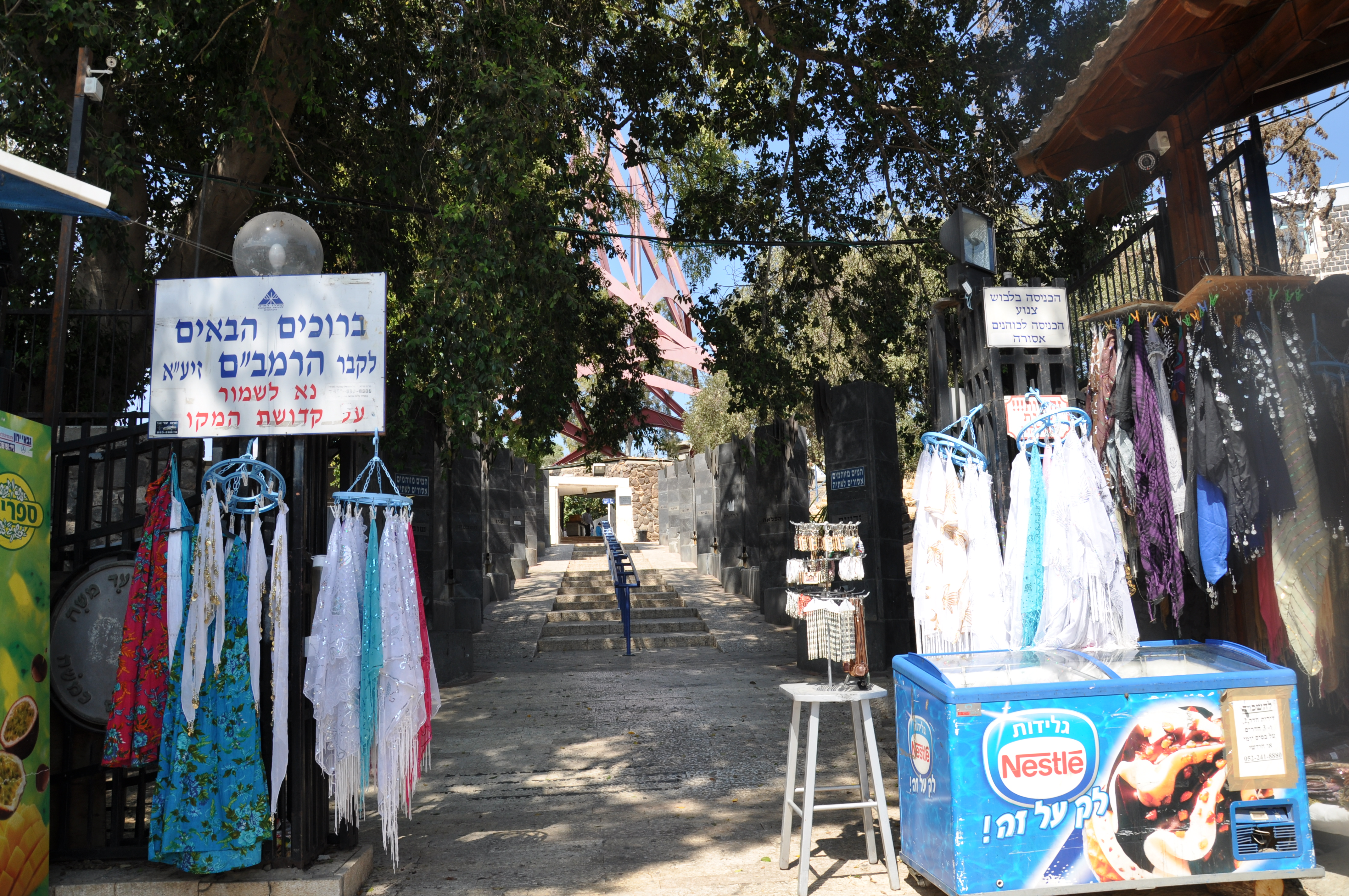
Graf van Maimonides (RAMBAM)

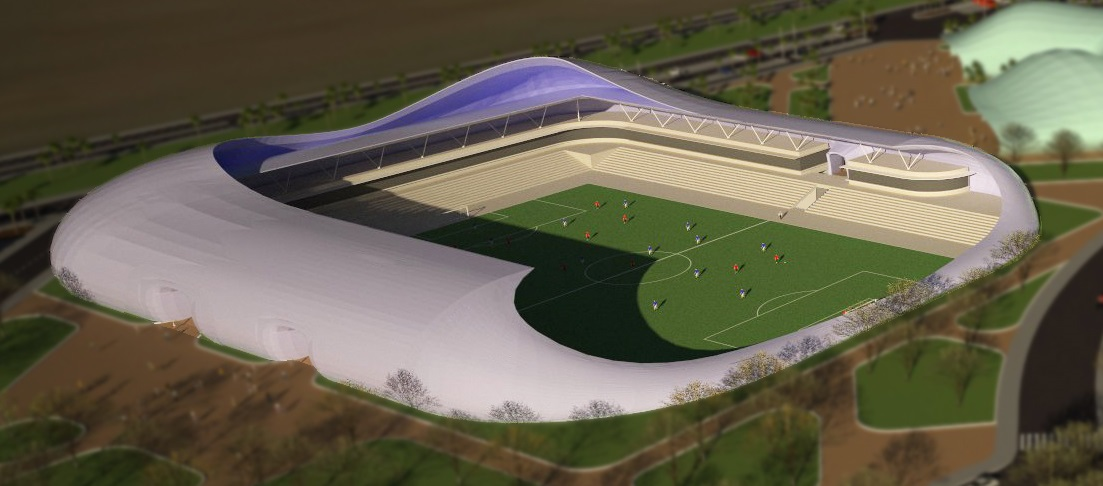
Tiberias voetbalstadion
Ontworpen door architect Moti Bodek

Tiberias (Hebreeuws: טבריה, Teverja) is een stad in het noordoosten van Israël, 70 kilometer ten oosten van Haifa. De stad ligt aan de westkant van het Meer van Tiberias (genoemd naar de stad, het wordt ook wel Meer van Kinneret en Meer van Galilea genoemd). Tiberias is de grootste plaats die aan dit meer ligt. In 2022 had de stad 48,472  inwoners. Het Meer van Tiberias ligt ongeveer 205 meter beneden zeeniveau, maar de stad heeft ook aanzienlijk hoger gelegen wijken.

## Geschiedenis
De stad werd in het jaar 17 n.Chr. gesticht door Herodes Antipas, de zoon van de beroemde koning Herodes I, als nieuwe hoofdstad in plaats van Sepporis. Herodes Antipas noemde het naar de princeps Tiberius. Al sinds de klassieke tijd is de stad bekend vanwege de heetwaterbronnen die zich hier bevinden. Een belangrijke bron van inkomsten is van oudsher de visvangst op het meer.
In die tijd was het voor de Joodse bevolking in de omgeving een heidense stad, gebouwd op en bij begraafplaatsen, dus onrein in hun ogen. Jezus Christus' zendingsgebied was Galilea en heel bijzonder de stadjes rond het meer. Maar voor zover bekend is hij nooit in Tiberias geweest. Eenmaal wordt in het Nieuwe Testament vermeld dat er "bootjes uit Tiberias komen" met mensen die naar hem op zoek zijn (Joh. 6:23).
De stad werd echter naast Jeruzalem, Hebron en Safed een van de heilige steden voor joden. Na de Val van Jeruzalem werd het lange tijd het spiritueel centrum voor de joden in het land. De stad heeft een rijke geschiedenis. In het oude Israël lag het in het gebied van de stam Naftali. Verder bevindt de graftombe van Maimonides zich er, en ook de graven van Jochanan ben Zakkai en van Rabbi Akiva. Na de verwoesting van de Tempel van Jeruzalem werd het Sanhedrin in de 2e en 3e eeuw n.Chr. naar Tiberias verhuisd.
De Masoreten die een systeem ontwikkelden om de bijbeltekst, inclusief klinkers betrouwbaar door te geven, waren rond het jaar 900 à 1000 actief in deze stad. Tijdens de kruistochten was in Tiberias een Rooms bisschopszetel gevestigd.
In 1938 vond een moordpartij plaats in de stad, waarbij 19 Joodse inwoners om het leven kwamen, zie Pogrom van Tiberias (1938).
Een maand voordat David Ben-Gurion de staat Israël uitriep viel de Hagana de stad aan. Veel Palestijnse inwoners (5000 van de 11000) vluchtten na het horen van het nieuws van bloedbaden in Deir Yasin op 9 april en Khirbat Nasr al-Din op 12 april. Dagenlang hadden zij in angst gezeten vanwege beschietingen door zionistische milities vanaf de heuvels die zich verheffen boven de stad. Ook was men uit zijn doen door continue zeer luide geluiden uit luidsprekers van de vijand. Dan waren er de vatbommen die langs wegen naar het meer naar beneden kwamen rollen. In plaats van bescherming te bieden drongen de Britten er bij de Palestijnen op aan over evacuatie te onderhandelen met de Hagana. Koning Abdullah van Jordanië zond 30 vrachtwagens om vrouwen en kinderen op te halen. Op 18 april viel de stad. Na de oorlog werden bijna 500 huizen in het centrum gesloopt.
Tiberias is populair bij Israëlische en buitenlandse toeristen. Vanuit veel plekken in Tiberias heeft men een mooi uitzicht op het meer, en op de Golanhoogten aan de overzijde ervan.

## Bezienswaardigheden in en om Tiberias
- Kruisvaarderskasteel
- Meer van Tiberias, waarop men een boottocht kan maken
- De stranden in de stad en rondom het meer van Tiberias
- De Golanhoogten aan de oostzijde van het meer
- Sint-Pieterskerk, door kruisvaarders gebouwd
- De baden van Tiberias, die een nationaal park van Israël zijn

## Geboren
- Meir Amit (1921-2009), generaal, inlichtingenofficier en minister (oud-hoofd van de Mossad)
- Yoram Globus, filmproducent
- Menahem Golan, filmregisseur
- David Stevens, regisseur

## Stedenband
| - Córdoba (Argentinië) - Montpellier (Frankrijk) - Saint-Raphaël (Frankrijk) - Worms (Duitsland) - Tudela (Spanje) - Allentown (Pennsylvania, Verenigde Staten) | - Milwaukee (Wisconsin, Verenigde Staten) - Great Neck Plaza (New York, Verenigde Staten) - Tulsa (Oklahoma, Verenigde Staten) - Saint Paul (Minnesota, Verenigde Staten) - Wuxi (China) |